# Pescueza
Pescueza – gmina w Hiszpanii, w prowincji Cáceres, w Estramadurze, o powierzchni 52,06 km². W 2011 roku gmina liczyła 173 mieszkańców.